# ボレーガン

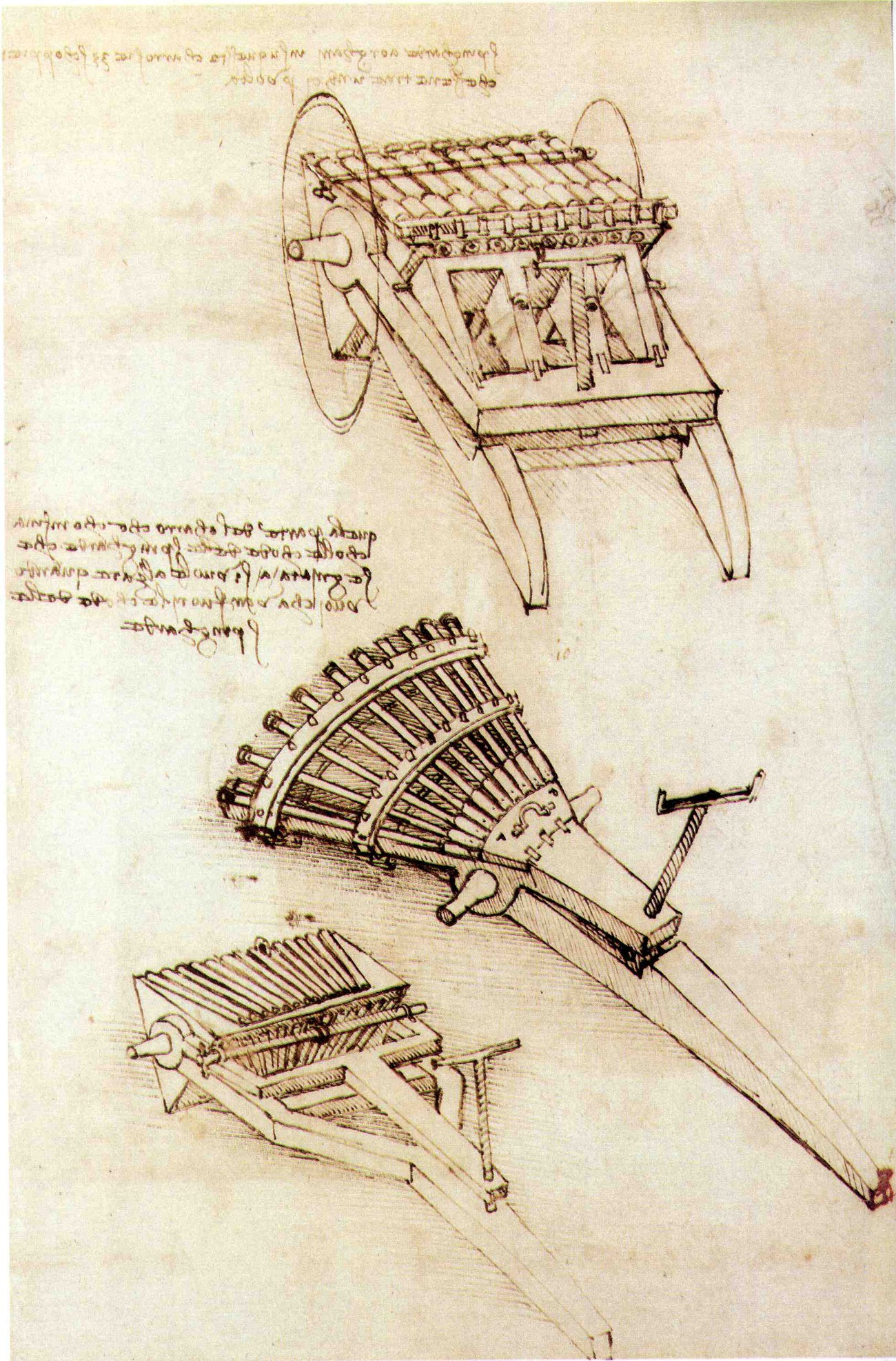
レオナルド・ダ・ヴィンチの書いたRibauldequin

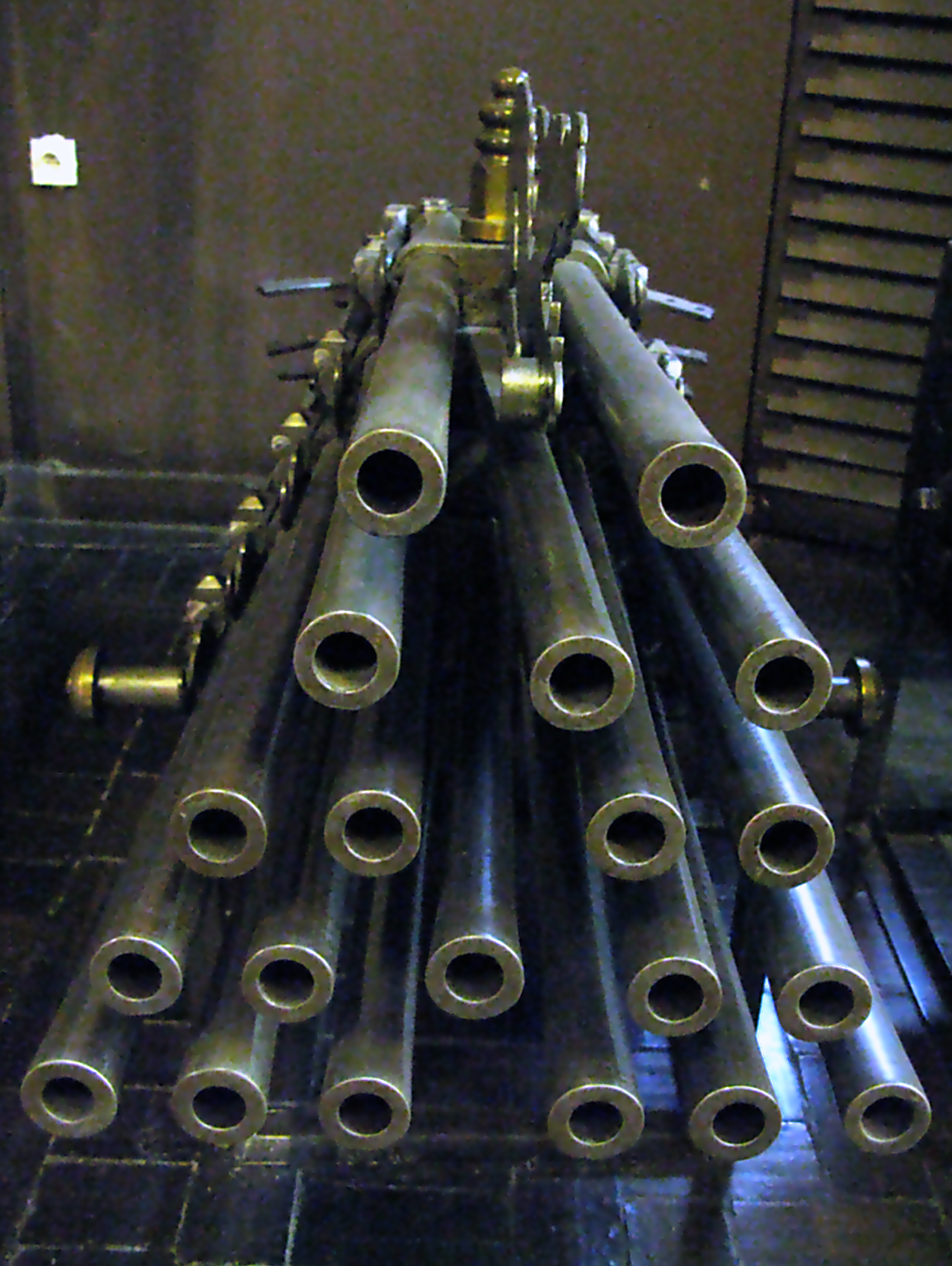
16世紀頃のポーランド軍が所有した20バレルのボレーガン

ボレーガン（英語: Volley gun）とは、いくつかの砲身を束ね、弾丸を一度に斉射か連射して放つ銃である。自動装填装置などがないため現代のガトリング砲とは異なる。
実際には、大砲から散弾（キャニスター弾やぶどう弾など）を撃った方が有用であった。大砲のように取り回しできず、再装填も時間がかかり、照準もできず、点火機構などが複雑で砲身も複数あることから整備性に難があり、不発も良く起こった。さらに歩兵が扱うには反動が大きいため廃れた。

## 歴史
オルガン砲は、1339年の百年戦争でイギリスによって初めて使用された。16世紀から17世紀にかけて、スイス、ドイツ、ポーランドなどが多砲身の砲を使用した。
18世紀になるとフリントロック・マスケット銃ノックガンが開発された。これは7砲身で一度に7発撃つことを想定していたが、しばしば不発が発生した。また、射撃した兵士は、その反動から肩脱臼、鎖骨骨折を負うことがあった。船の特定の場所で使用した際、複数の砲身から出た火花で火事になる可能性もあった。
また、この時期から19世紀まで、ハンドガンサイズの「ダックスフット（ duck's foot、アヒルの足）」と呼ばれる放射状に砲身を備えた銃も開発され、一対多数を相手にする必要がある銀行の警備員、刑務所の警備員、船員の反乱を恐れた船長に重宝された。
19世紀半ばに、2つの注目すべき大砲サイズのボレーガンが開発されたが、両方失敗に終わった。一つは、フランスで開発されたミトラィユーズ。もう一つは1860年代にニューヨーク州民兵の将軍 Origen Vandenburgh が開発した重機関銃用の50キャリバー（約 12㎜弾 ）を撃てるライフル砲身を85本並べた砲である。

## 発展型
- ノルデンフェルト式機銃 - 手動機械装填式のボレーガン
- スペイン海軍が使用するCIWSメロカ
- メタルストーム

## 使用された例
- ルイ・フィリップ (フランス王) - 3階の窓から撃たれた25砲身の自家製ボレーガンで暗殺されかけた。18人死亡したが、王自身はかすり傷で済み、首謀者は処刑された。銃はスクラップとして解体されたが、その際に4本が暴発した。解体された砲身はMachine infernale (フランス語版へのリンク)と呼ばれ、フランス史会館に展示されている。